# Philippe la Chapelle
Philippe Céleste (Philippe) la Chapelle (Den Haag, 1 augustus 1882 - Amsterdam, 16 juli 1969) was een Nederlands acteur.
Hij werd geboren als zoon van de schrijfster Suze la Chapelle-Roobol en Celestinus Philippus la Chapelle. Hij is de grootvader van actrice Nel Kars. Zijn eerste vrouw was Isabel Louis Becht met wie hij een zoon (Maximiliaan) had. In 1912 hertrouwde hij met de boekhandelaarster Johanna Hedwig van Straaten, zij kregen drie dochters. Dit huwelijk werd in 1924 ontbonden . Later hertrouwde hij met Vera Bondam en in 1933 met Lien de Jong. Beiden waren actrice.
La Chapelle studeerde rechten in Leiden en werkte enige tijd bij de Koninklijke Bibliotheek in Den Haag. Hij nam toneellessen bij Eduard Verkade, en debuteerde zelf in 1913 ook in diens gezelschap. Zijn radio-activiteiten tijdens de oorlog zorgden voor een onderbreking van zijn theaterwerkzaamheden, maar in 1950 sloot hij zich aan bij de Nederlandse Comedie, waar hij tot zijn afscheid in 1965 zou blijven spelen.